# 栗褐鼯鼠
栗褐鼯鼠（學名：Petaurista magnificus）是松鼠科鼯鼠屬的一種動物，分佈於印度北部、尼泊爾、不丹、緬甸和中華人民共和國西藏自治區南部等山區。這種鼯鼠的自然棲息地為熱帶與亞熱帶森林，其物種數量則因為棲息地破壞而受到威脅。
其种加词“Magnificus ”意为“极好的”、“华丽的”。

## 簡介
栗褐鼯鼠的身體長度為360毫米至420毫米（14英寸至17英寸），而尾巴長度則有415毫米至480毫米（16英寸至19英寸），其重量約為1350克（48安士）。這種鼯鼠擁有深棕色的背毛、黑色脊椎條紋和足部、深棕紅色的脅腹與滑翔膜以及淺棕紅色的下體和四肢，而肩上則有棕黃色斑點。另一方面，栗褐鼯鼠的尾巴頂端與末端分別為黑色和深棕色，而其餘部分則是棕紅色。

## 分佈和棲息地
栗褐鼯鼠分佈在印度北部、尼泊爾、不丹與中華人民共和國西藏自治區南部等海拔1500米至3000米（4900至9800英尺）的喜馬拉雅山脈地區以及緬甸西部，而其自然棲息地則是位於熱帶與亞熱帶的常綠和落葉森林。

## 習性
栗褐鼯鼠是一種夜行動物，他們會在黃昏時離開於日間逗留與隱藏的樹冠區域，並因而發出響亮的聲音。隨後栗褐鼯鼠會利用皮膚上的小型襟翼從樹梢滑翔至杜鵑花以及生長在杜鵑花下方的灌木叢，其滑翔距離可以達到最多100米（330英尺）並能夠透過短暫的上升動作來停止。這種鼯鼠以樹葉、花蕾、草、花朵和果實為糧食，並於距離地面最高15米（50英尺）的圓形洞穴築巢，以及使用柔軟的植被予以填塞洞穴；而現時動物學家仍未完全了解其繁殖習性。

## 現況
由於現今人類不斷破壞森林棲息地以種植茶葉與豆蔻籽等農作物，因此不少學家均認為栗褐鼯鼠的總數量正在減少。但是因為這種鼯鼠擁有廣大的分佈地域以及其數量現時依然比較多，所以世界自然保育聯盟仍把栗褐鼯鼠評為無危物種。

## 保护
本种于2023年被收录入《有重要生态、科学、社会价值的陆生野生动物名录》。